# Аризема
Аризема, или Однопокровница (лат. Arisaema) — род травянистых растений семейства Ароидные (Araceae).
Название произошло от греч. aris — название одного из растений. Англичане называют аризему «лилией-коброй» (лат. Cobra-Lilies) за своеобразную форму соцветий, напоминающих стойку кобры.
К роду принадлежит более 100 видов, распространённых преимущественно в тропических и субтропических зонах Старого Света и лишь 5—6 видов — в Новом Свете, на атлантическом побережье Северной Америки.

## Ботаническое описание

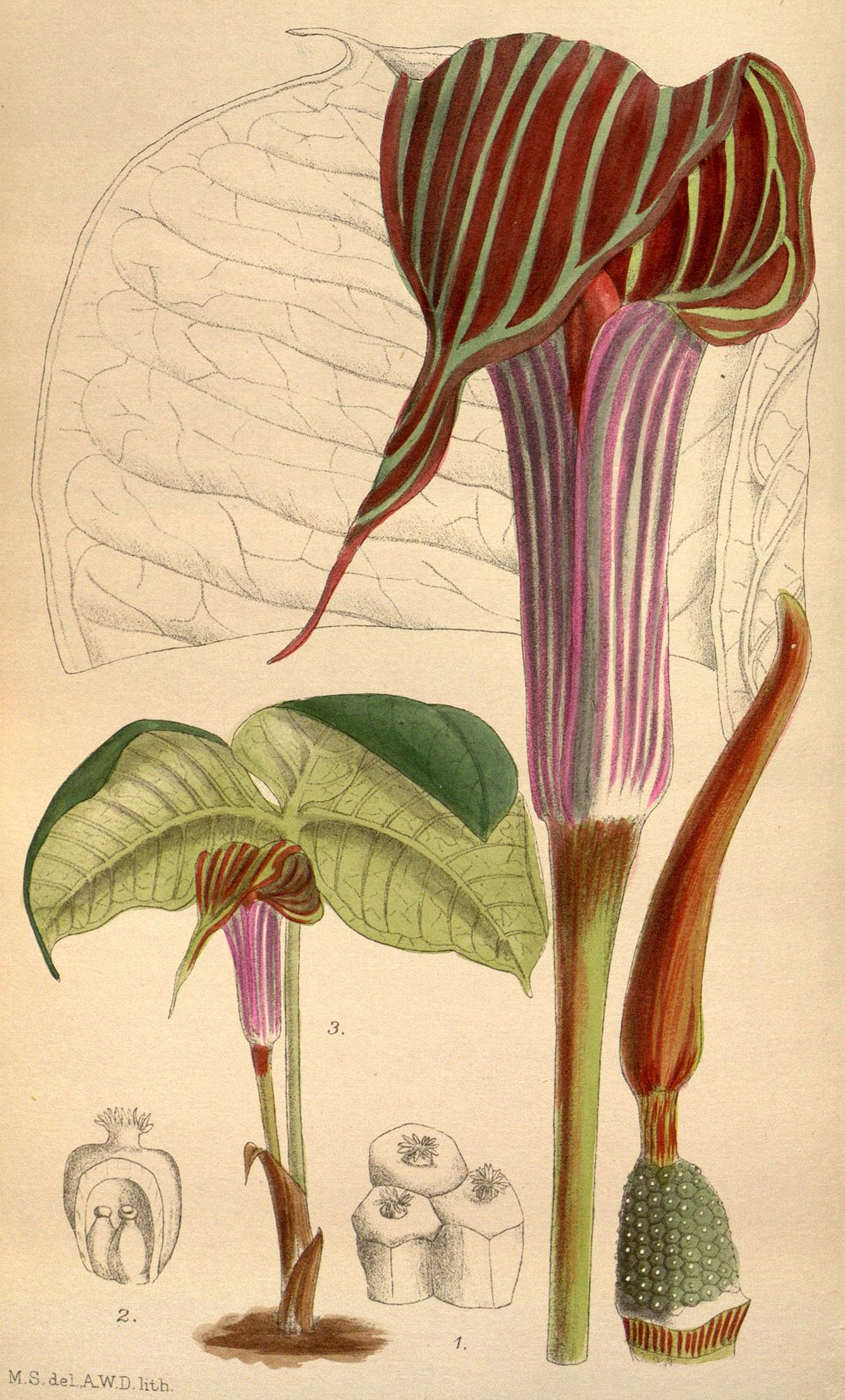
Аризема Фаргеза (Arisaema fargesii), в «Curtis's Botanical Magazine», том 146, автор неизвестен

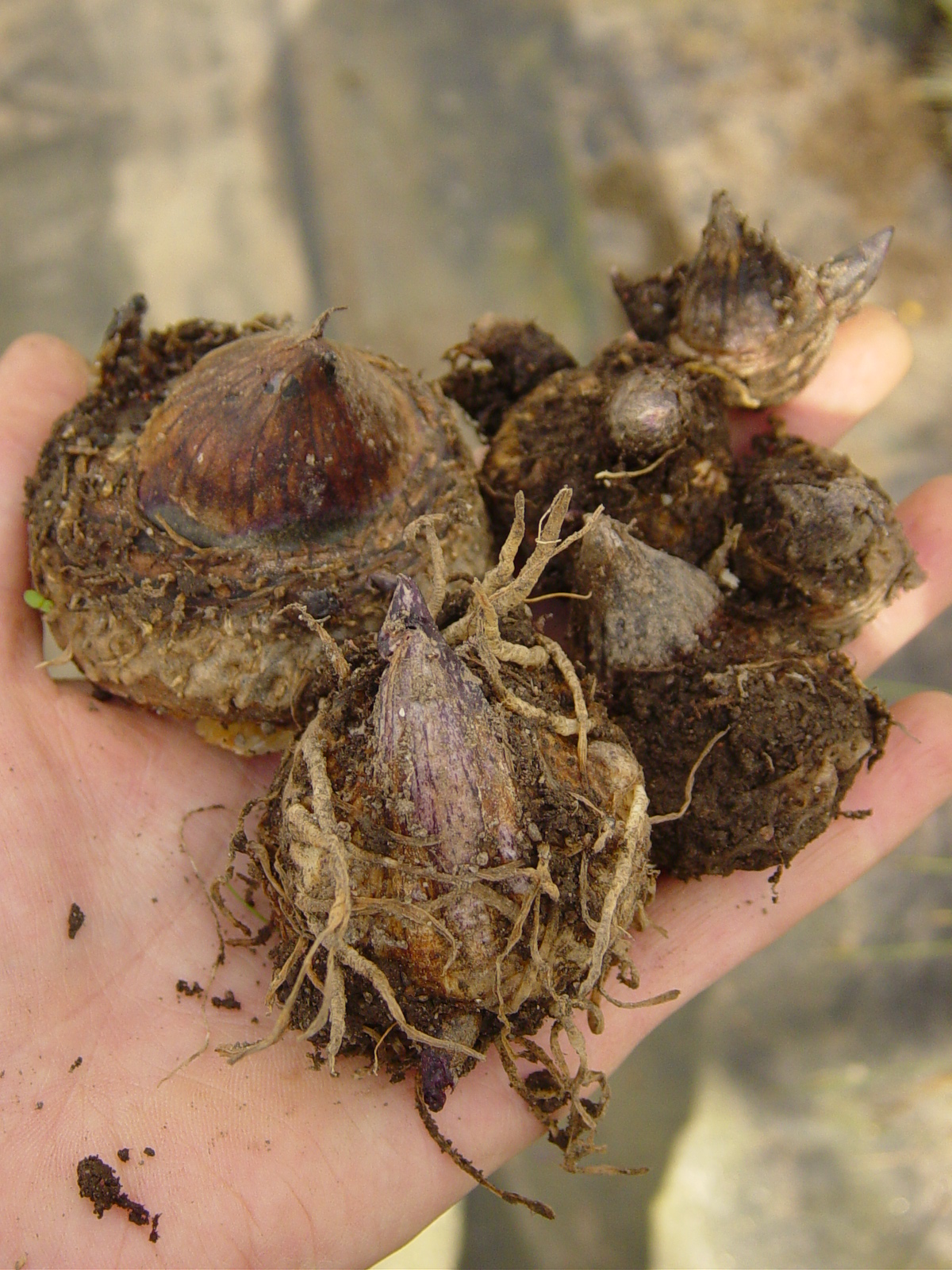
Клубни ариземы трёхлистной

Травы с периодом покоя или вечнозелёные, от маленьких до довольно больших. Аризема извилистая в высоту достигает 2 м.
Стебель подземный, оканчивается шаровидным клубнем, производящим клубеньки или столоны, или реже горизонтальными разветвлёнными корневищами.

### Листья
Катафиллы часто с заметными пятнами. Влагалища довольно длинные, формируют длинный, обычно пятнистый, ложный стебель, края их от свободных до сросшихся от основания до вершины или расположены внахлёст и с бахромчатым устьем.
Листья в числе 1—4 (чаще всего лист один), 3—19-перисторассечённые, иногда 3—23-пальчаторассечённые (например, Arisaema enneaphyllum, аризема разнолистная (Arisaema heterophyllum), аризема Жакмонта (Arisaema jacquemontii)), очень редко простые и овальные. Форма листьев в течение жизни растения может существенно меняться. Так, у ариземы единокровной тройчатый молодой лист сменяется пальчаторассечённым на 15—19 частей. Листочки обычно ланцетовидно-овальные, меняющиеся от линейных до широкоовальных, эллиптические или овальные, иногда ромбовидные, сидячие или на черешочках (у ариземы дахайской (Arisaema dahaiense) черешочки длиной 2—3,5 см, у Arisaema decipiens и ариземы лопастной (Arisaema lobatum) центральный листочек на черешочке до 5 см длиной); края цельные, округлозубчатые, пильчатые. Размеры листочков и всего листа в целом могут быть очень большими, так у Arisaema calcareum листовая пластинка состоит из трёх листочков, которые достигают длины 50—55 см и ширины 25 см, у Arisaema auriculatum же листовая пластинка разделена на (7)9—15 листочков и самые меньшие из них в длину не более 4 см, а в ширину не более 1,5 см. У некоторых видов листочки имеют длинные (аризема дахайская, аризема красноватая (Arisaema erubescens)) или короткие (Arisaema echinatum) хвостовидные образования, иногда в виде нитей до 10 см длиной (у ариземы красноватой (Arisaema erubescens)). У Arisaema asperatum листочки покрыты сверху шипами по центральной жилке.
Первичные боковые жилки каждого листочка перистые, формируют краевую общую жилку; жилки более высокого порядка образуют сетчатый узор.

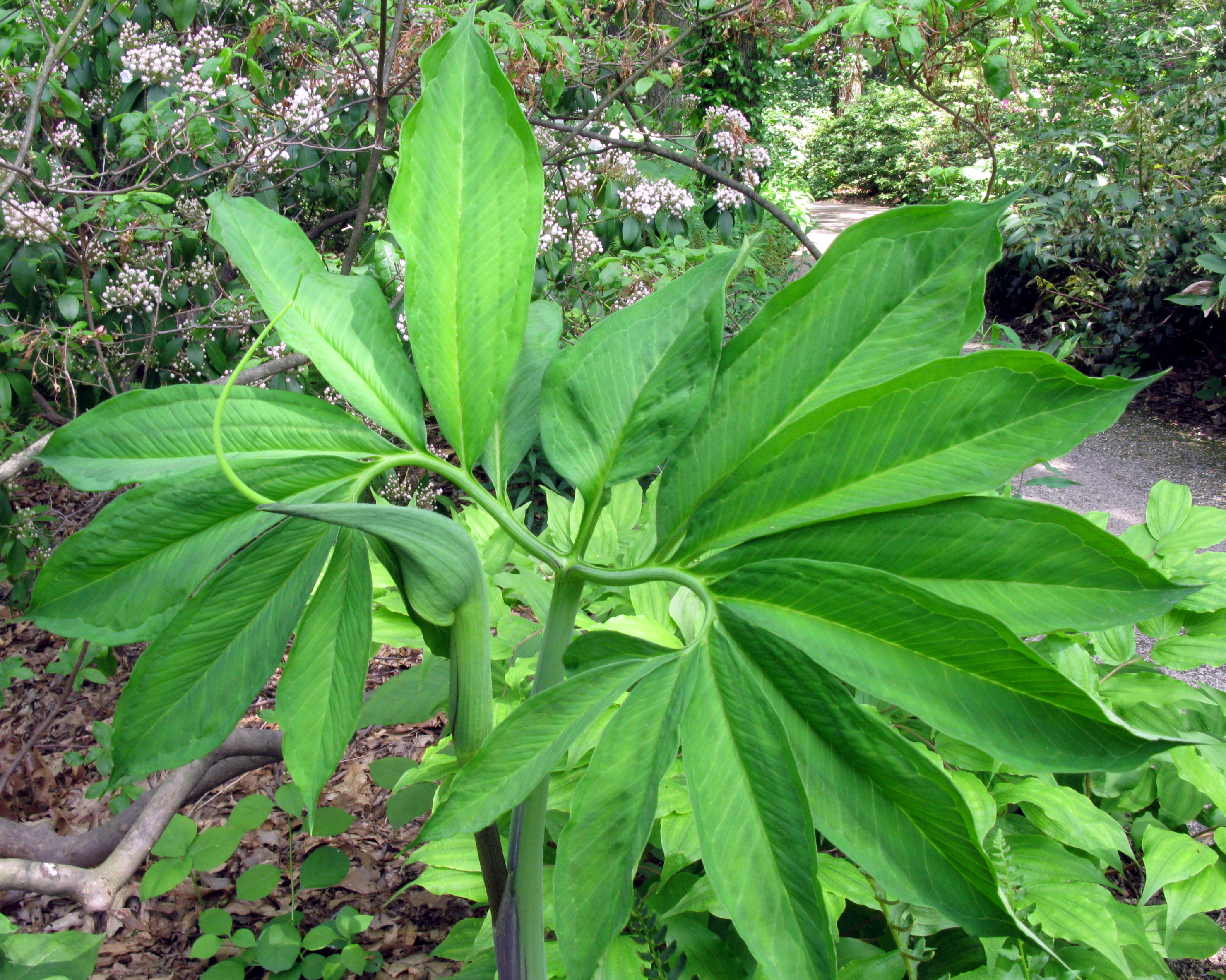
Лист и соцветие Аризема драконовая|ариземы драконовой (Arisaema dracontium), Пенсильвания, США

### Соцветие и цветки
Соцветие единичное, обычно появляется одновременно с листьями, иногда раньше их, снабжено заметными катафиллами. Цветоножка от очень короткой до более длинной, чем черешки, изредка в верхней части бугорчатая (у Arisaema scortechinii), иногда изгибающаяся при созревании плодов. Соцветие похоже на изящный, вытянутый и расширяющийся кверху цветок (один из характернейших признаков рода). Покрывало опадающее, между трубкой и пластинкой обычно несжатое, реже немного сжатое (у ариземы жёлтой (Arisaema flavum)). Трубка прямая, цилиндрическая, часто с продольными полосками, края устья часто широко и даже чрезмерно широко завёрнутые, наподобие ушек. Пластинка часто сильно загнута внутрь, иногда прямая, широко расширенная, вершина от острой до сильно заострённой, иногда оканичвается очень длинным вертикальным или свисающим нитевидным образованием.
У многих видов женские и мужские части соцветия разобщены полностью и находятся на разных растениях. Таким образом, ариземы в основном — двудомные растения, но эта двудомность не абсолютная и зависит от условий произрастания растений. Японский ботаник М. Хотта отметил у ариземы Негиши (Arisaema negishii) три различные формы растения: молодые и небольшие растения — мужские, крупные — женские и промежуточные — обоеполые. К двудомным растениям относятся и дальневосточные виды аризем: аризема амурская (Arisaema amurense) и аризема японская (Arisaema serratum var. serratum), а также аризема единокровная, распространённая в провинции Юньнань Китая. У некоторых видов молодые растения производят однополые початки, а зрелые — двуполые (например, Arisaema grapsospadix, аризема хайнаньская (Arisaema hainanense), Arisaema lidaense). Мужские початки отличаются от женских длинным придатком со стерильными цветками.
Женская зона состоит из плотно расположенных цветков, обычно коническая; мужская зона обычно рыхлая, смежная с женской в однодомных соцветиях; стерильный придаток прямой или изогнутый, от незаметного, полностью скрытого в покрывале до очень длинного, выходящего за пределы покрывала, обычно несколько длиннее трубки, на ножке или без неё, цилиндрически-булавовидный, закруглённый, морщинистый или с шипами на вершине, иногда вытянутый в очень длинный нитевидный вырост (у Arisaema lingyunense до 130 см длиной), изредка полностью отсутствующий (у Arisaema exappendiculatum), часто с несколькими шиловидными или нитевидными образованиями у основания, реже полностью состоящий из нитевидных образований.

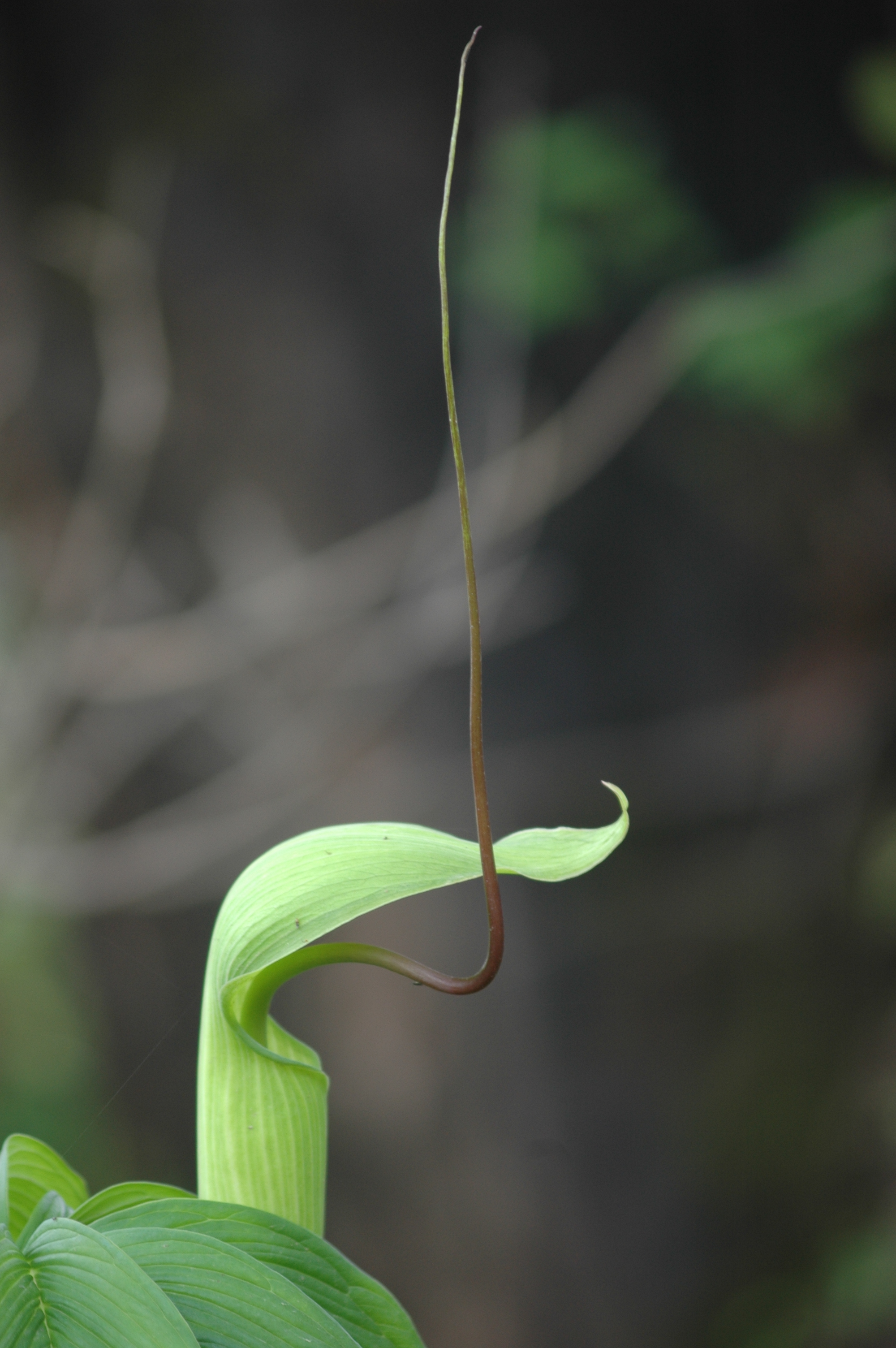
Соцветие Аризема извилистая|ариземы извилистой (Arisaema tortuosum), Западные Гхаты, Махараштра, Индия

Цветки однополые, без околоцветника. Мужские цветки содержат от двух до пяти тычинок, сросшиеся в синандрий, синандрии более-менее отдалены друг от друга, от сидячих до сидящих на длинной ножке; связник тонкий, обычно незаметный; теки короткояйцевидные, вскрываются от короткого до длинного разрезом или порой, иногда соединяются в один линейный или даже округлый тек, вскрывающийся единственным разрезом. Пыльца очень сухая, прошкообразная, сферическая или полусферическая, маленькая (22 мкм), с шипами. Женские цветки с одногнёздной, яйцевидной или продолговато-яйцевидной завязью; семяпочек 3—10, ортотропные, вертикальные; фуникул короткий; плацента базальная, столбик от короткого до слабого, всегда более узкий, чем завязь; рыльце обычно довольно маленькое, полусферическое.

### Опыление
Соцветия аризем — оптические ловушки. Попав внутрь трубки покрывала, насекомые пытаются выбраться наружу, ориентируясь на свет, но светлые полосы, присутствующие в окраске покрывала, сбивают их и заставляют опять вернуться внутрь: таким образом насекомые задерживаются внутри соцветия значительно больше времени и лучше опыляют его. Своеобразная форма соцветия натолкнула Л. ван дер Пэйла на мысль, что она также играет существенную роль в опылении растений. Была отмечена склонность мух опускаться на свободно подвешенные предметы (вспомним элементарную ловушку для мух — подвешенную липкую ленту), таким образом и нитевидное окончание соцветия аризем может привлекать к себе мух-опылителей. Эти окончания также являются осмофорами — носителями запаха, но в отличие от растений других родов ароидных, у аризем запах не связан с увеличением метаболизма. Запах соцветий аризем несильный и ощущается дольше. По предположению немецкого учёного С. Фогеля для привлечения определённого насекомого-опылителя орган запаха должен быть выдвинут далеко за пределы соцветия, что и достигается хвостовидным вытягиванием окончаний покрывала или початка.

### Плоды

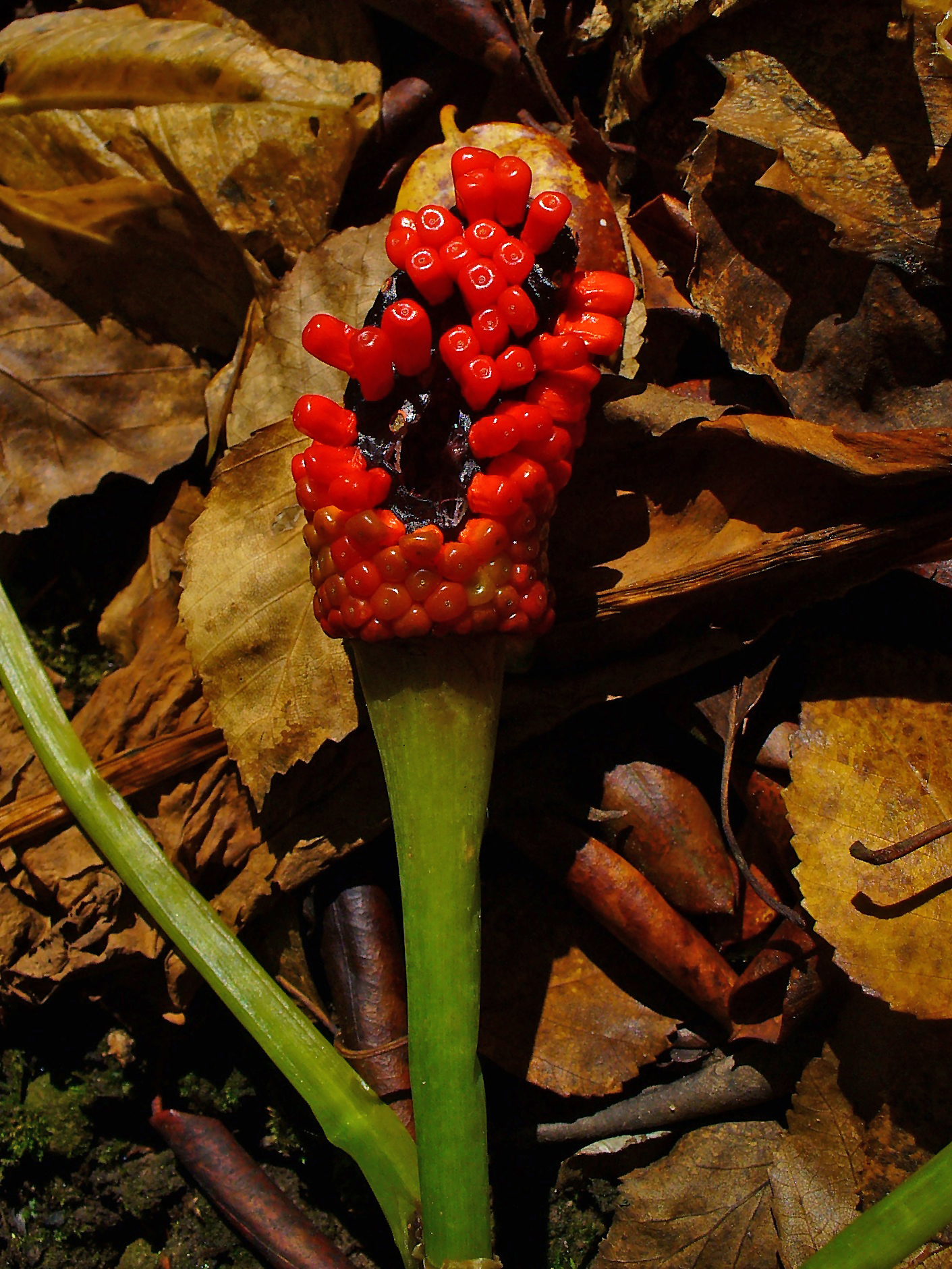
Соплодие Аризема Энглера|ариземы Энглера (Arisaema engleri), Ботанический сад Тюбингенского университета, Германия

Плоды — ягоды от обратнояйцевидных до обратноконических, с закруглённой вершиной, изредка с конической, обычно с несколькими семенами, ярко-красные, изредка жёлтые, блестящие.
Семена от яйцевидных до шаровидных, теста твёрдая, шероховатая, светло-коричневая; зародыш осевой; эндосперм обильный.

## Распространение и экология
Встречается в Африке (Бурунди, Руанда, Заир, Эфиопия, Сомали, Судан, Кения, Танзания, Уганда), Азии (Афганистан, Саудовская Аравия, Йемен, Китай, Япония, Корея, Тайвань, Индия, Непал, Пакистан, Шри-Ланка, Андаманские острова, Лаос, Мьянма, Таиланд, Вьетнам, Борнео, Ява, Филиппины, Суматра) и Америке (от Восточной Канады до Мексики). На территории бывшего СССР растения рода встречаются в Хабаровском крае, Приморье, на Сахалине и Курилах, там произрастают всего три вида: аризема амурская (Arisaema amurense), Arisaema serratum и аризема сахалинская (Arisaema sachalinense).
Растёт в умеренных, субтропических и горных тропических лесах, изредка в саваннах, полупустынях и на горных лугах (до 4500 м над уровнем моря); геофит, растущий среди лесной подстилки, на скалах, изредка во влажных местах; изредка эпифит.
Некоторые виды предпочитают известняковые скалы, например, Arisaema lidaense, Arisaema lihenganum, Arisaema sinii, Arisaema victoriae.
Аризема красноватая растёт в сосновых и смешанных лесах на высоте до 3200 м, аризема непентесовидная (Arisaema nepenthoides) — в тсуговых и дубовых лесах на высоте до 3600 м, а аризема Жакмонта — в хвойных лесах до 4300 м над уровнем моря.
Аризема японская (Arisaema serratum var. serratum) находится под охраной, внесена в Красные книги Сахалинской области и в Приморского края. Лимитирующими факторами являются изменение мест обитаний и заготовка клубней на лекарственное сырьё. Аризема трёхлисточковая (Arisaema ternatipartitum) встречается только в Японии и относится там к редким и исчезающим видам, это связано с изменением условий обитания и выкапыванием растений для переноса в цветники.

## Практическое использование
Ариземы очень декоративны своими своеобразными соцветиями и яркими плодами. Многие виды используются в декоративном садоводстве при озеленении водоёмов и при посадке в рокариях. Arisaema fargesii (Аризема Фаргеза) рекомендуется для выращивания в домашних условиях.
Аризема японская в Китае используется при лечении злокачественных новообразований кожи, с этой же целью используется в Китае и Корее Arisaema amurense (Аризема амурская). Аризема амурская применяется и для лечения некоторых других заболеваний, но её клубни и надземные части оказывают сильное раздражающее действие на кожу и слизистые, поэтому используют её с большой осторожностью. Семена Arisaema serratum var. serratum (ариземы полуостровной, или японской) жители острова Хоккайдо применяют при болях в животе.
Arisaema ternatipartitum (Аризема трёхлисточковая) используется в гомеопатии при лечении заболеваний с поражением слизистых рта и носоглотки, при охриплости голоса у певцов.
Arisaema griffithii (Аризема Гриффити), Arisaema propinquum и Arisaema utile (Аризема полезная) относятся к психотропным растениям, используемым шаманами.

## Классификация

### История
До настоящего времени не существует какого-либо полномасштабного таксономического анализа рода. Важный вклад в такономию рода Аризема был сделан Энглером в 1920 году в его работе «Pflanzenreich». В 1954—1955 годах Чаттерджи (Debabarta Chatterjee, 1911—1960) описал индийские и бирманские виды, Хара в 1971 году — восточные гималайские виды, Ли Хенг в 1979 — китайские виды во «Флоре Китая», Охаси (Hiro Ohashi, 1882—1973) и Мурата (Gen Murata, 1927) в 1984 — японские виды, Ко и Ким в 1985 — корейские виды, Мэйо (Simon Joseph Mayo, 1949) и Гилберт (Gilbert) в 1986 — тропические африканские и аравийские виды, Мурата в 1990 году предпринял попытку общей систематики рода, Ванг в 1996 году описал тайваньские виды, Прадан в 1997 — гималайские и культурные виды, Гусман в 2006 году произвели общий обзор рода с садоводческим уклоном. Все эти авторы не выработали общей точки зрения на таксономию рода.

### Виды
По информации базы данных The Plant List, род включает 180 видов:
- Arisaema amurense Maxim. — Аризема амурская, или Аризема Комарова, или Аризема мощная
- Arisaema barbatum Buchet — Аризема бородатая
- Arisaema candidissimum W.W.Sm. — Аризема белоснежнейшая
- Arisaema ciliatum H.Li — Аризема реснитчатая
- Arisaema concinnum Schott — Аризема изящная
- Arisaema consanguineum Schott — Аризема единокровная
- Arisaema cordatum N.E.Br. — Аризема сердцевидная
- Arisaema costatum (Wall.) Mart. — Аризема ребристая
- Arisaema dahaiense H.Li — Аризема дахайская
- Arisaema dracontium (L.) Schott — Аризема драконовая
- Arisaema elephas Buchet
- Arisaema engleri Pamp. — Аризема Энглера
- Arisaema erubescens (Wall.) Schott — Аризема красноватая
- Arisaema fargesii Buchet — Аризема Фаргеза
- Arisaema filiforme (Reinw.) Blume — Аризема нитевидная
- Arisaema fimbriatum Mast. — Аризема бахромчатая
- Arisaema flavum Schott — Аризема жёлтая
- Arisaema formosanum (Hayata) Hayata
- Arisaema franchetianum Engl. — Аризема Франше
- Arisaema griffithii Schott — Аризема Гриффита
- Arisaema heterophyllum Blume — Аризема разнолистная
- Arisaema intermedium Blume — Аризема промежуточная
- Arisaema jacquemontii Blume — Аризема Жакмонта
- Arisaema kiushianum Makino
- Arisaema lobatum Engl. — Аризема лопастная
- Arisaema macrospathum Benth.
- Arisaema monophyllum Nakai — Аризема однолистная
- Arisaema murrayi (J.Graham) Hook. — Аризема Муррея
- Arisaema nepenthoides (Wall.) Mart. — Аризема непентесовидная
- Arisaema ovale Nakai — Аризема овальная
- Arisaema polyphyllum (Blanco) Merr. — Аризема многолистная
- Arisaema propinquum Schott
- Arisaema ringens (Thunb.) Schott — Аризема зияющая
- Arisaema sachalinense (Miyabe & Kudô) J.Murata — Аризема сахалинская
- Arisaema saxatile Buchet — Аризема скальная
- Arisaema serratum (Thunb.) Schott
- Arisaema sikokianum Franch. & Sav. — Аризема сикокская
- Arisaema speciosum (Wall.) Mart. — Аризема изящнаяtypus
- Arisaema taiwanense J.Murata — Аризема тайваньская
- Arisaema ternatipartitum Makino — Аризема трёхлисточковая
- Arisaema thunbergii Blume — Аризема Тунберга
- Arisaema tortuosum (Wall.) Schott — Аризема извилистая
- Arisaema tosaense Makino
- Arisaema triphyllum (L.) Schott — Аризема трёхлистная
- Arisaema utile Hook.f. ex Engl. — Аризема полезная
- Arisaema wilsonii Engl. — Аризема Вильсона
- Arisaema yunnanense Buchet — Аризема юньнаньская

## Аризема в филателии
Аризема не раз изображалась на почтовых марках: Китай, 1982 г.; Бутан, 1976 г.; Индия, 1982 г.; Сент-Винсент и Гренадины, 1999 г.; США, 1992 г.